# U Němých
U Němých je rozšířený lidový název vojenského areálu někdejšího označení VZ 2739 v údolí potoka Rezerva na území bývalého vojenského újezdu Brdy, nyní v katastru Strašice v Brdech obce Strašice v okrese Rokycany, asi 1,7 km východně od loveckého zámečku Tři Trubky, 5 km jihovýchodně od Strašic.
Kvůli přísnému utajení se zaměstnancům objektu, o kterých prý nikdo neví, co v objektu dělají, říká ve Strašicích „Němí“ a pro lokalitu se vžil název U Němých či Údolí Němých. Podle legend mají tamější pracovníci vysoké odměny za mlčenlivost, ačkoliv v roce 2009 prý promluvili někteří pracovníci, kteří byli propuštěni kvůli projevům nesouhlasu s plány na umístění amerického radaru v Brdech. Generální štáb Armády České republiky v roce 2009 na dotaz časopisu Týden popsal jednotku takto: „Vzhledem k charakteru zařízení nelze o tomto pracovišti uvádět žádné historické ani současné informace.“ Ještě v roce 2012 se prý přes veškerou snahu opravdu k žádným konkrétním informacím nedalo přiblížit a všude se naráželo na až nepochopitelné informační vakuum. V prosinci 2013 na žádost občanského sdružení Sodales Solonis o. s. o poskytnutí informací požadovaných 8 otázkami ministerstvo obrany sdělilo, že informace požadované prvními 6 otázkami jsou označeny jako utajované informace a v dotazech 7 a 8 jsou požadovány informace, které neexistují (vzdálenost od někdejšího umístění sovětských raket a souvislost s odmítnutím stavby amerického radaru v Brdech).
O objektu se zmiňuje například Petr Luňák v knize Plánování nemyslitelného: Československé válečné plány 1950–1990. Jan Hajšman a Jaroslav Vogeltanz jej zase zmiňují v knize Tajemství brdských vrcholů II.. Podle ní byl stavěn od května 1955 do roku 1958, a to jako podzemní protiatomové velitelské stanoviště československé 7. armády s krycím názvem S1, v případě válečného konfliktu měl sloužit k zabezpečení pevného a nepřetržitého velení vojákům a počítalo se zde s pobytem 180 osob a byl stavěn současně s velitelským stanovištěm hlavního velení v Praze-Hlubočepech (objekt K116), určeným pro generální štáb a ministerstvo národní obrany. Válečný plán z října 1964 hovořil o objektu jako o velitelském stanovišti frontu a počítal s jeho oživením do šesti hodin od vyhlášení bojového poplachu. Byl to druhý nejvýznamnější vojenský kryt v zemi a protože je tento objekt VZ 2739 stále přísně střežen, jistě se s ním stále počítá. Podle zápisu veřejně přístupné kroniky obce Strašice oslavovali dne 23. září 2005 příslušníci útvaru „Němí“ 45 let od jeho založení (jež by tak spadalo do roku 1960) a prý vzpomínali na jeho komunistickou minulost.
Podle rozšířených domněnek by zde mělo být vyraženo do podzemí jedno z několika hlavních velitelských stanovišť (HVS), vystavěných v období „studené války“ a určených k úkrytu generality československé či české armády při případném raketovém napadení státu. Takové podzemní objekty (bunkry) jsou budované na strategicky podobných místech – pokud možno hluboké úzké údolí (chrání před přímým raketovým zásahem a omezuje následnou tlakovou vlnu), se zdrojem povrchové vody (slouží k technickým účelům), zalesněným prostorem (kvůli utajení) a možností jímat spodní vodu (po úpravě používaná jako pitná). Uvnitř se pravděpodobně nachází jedno či více podzemních pater, ve kterých by se nacházel velitelský sál, kanceláře, jednací místnost, počítačové centrum, technické místnosti, vodárna, sklady, ošetřovna, ubytovací prostory atp. Další podobné objekty jsou v okolí Písku, Slaného nebo v Prokopském údolí. S rozvojem nových navigačních a zaměřovacích technologií na přelomu 70. a 80. let tato „utajená“ velitelská stanoviště ztratila na strategickém významu, protože byla odtajněna a zaměřena. Armáda se proto rozhodla převážnou většinu těchto objektů opustit a nadále nevyužívat, ale mezi zachovalé a funkční patří i VZ 2739 „U Němých“. Avšak zatímco v západních armádách se v podobných objektech pořádají dny otevřených dveří, brdské zařízení zůstává tabu.
Podle jiných informací zde působí Centrum podpory Agentury komunikačních a informačních systémů (AKIS).